# Les Jepsen
Leslie Burnell "Les" Jepsen (Bowbells, Dakota del Norte, 24 de junio de 1967) es un exjugador de baloncesto estadounidense que jugó dos temporadas en la NBA, tres en la CBA además de hacerlo en Inglaterra y Suecia. Con 2,13 metros de estatura, jugaba en la posición de pívot.

## Trayectoria deportiva

### Universidad
Jugó durante cuatro temporadas con los Hawkeyes de la Universidad de Iowa, en las que promedió 5,9 puntos y 5,0 rebotes por partido. En su última temporada lideró a los Hawkeyes en anotación y rebotes, al promediar 14,9 puntos y 10,0 rechaces.

### Profesional
Fue elegido en la vigésimo octava posición del Draft de la NBA de 1990 por Golden State Warriors, con los que firmó un contrato por cuatro temporadas. Allí no consiguió la confianza de su entrenador, Don Nelson, actualdo esporádicamente como suplente de Alton Lister y compartiendo ese puesto con Mike Smrek. Fue alineado en 23 encuentros, en los que promedió 1,3 puntos y 1,8 rebotes. Su partido más destacado lo jugó ante los Lakers, anotando 5 puntos en 8 minutos.
Poco antes del comienzo de la temporada 1991-92 fue traspasado junto con Mitch Richmond a Sacramento Kings, a cambio de los derechos sobre Billy Owens. Allí se limitó a dar minutos de descanso al pívot titular, Wayman Tisdale, pero con unas estadísticas aún peores que el año anterior, promediando 0,8 puntos y 1,0 rebotes por partido.
Fue despedido antes comenzar la nueva temporada, marchándose a jugar a la CBA, fichando por los Rockford Lightning. Allí jugó una temporada, pasando posteriormente por los equipos de los Fargo-Moorhead Fever y los Hartford Hellcats. En 1996 se marchó a Europa, jugando en Inglaterra y en Suecia.

## Estadísticas de su carrera en la NBA

### Temporada regular
| Temporada | Edad | Equipo                | Liga | P  | TIT | MIN | TC  | TCA | %TC  | 3P  | 3PA | %3P  | TL  | TLA | %TL  | R.OF. | R.DEF. | REB | ASIS | ROB | TAP | PER | FP  | PTS |
| 1990-91   | 23   | Golden State Warriors | NBA  | 21 | 0   | 5.0 | 0.5 | 1.7 | .306 | 0.0 | 0.0 | .000 | 0.3 | 0.4 | .667 | 0.8   | 1.0    | 1.8 | 0.0  | 0.0 | 0.1 | 0.1 | 0.8 | 1.3 |
| 1991-92   | 24   | Sacramento Kings      | NBA  | 31 | 0   | 2.8 | 0.3 | 0.8 | .375 | 0.0 | 0.0 | .000 | 0.2 | 0.4 | .636 | 0.4   | 0.6    | 1.0 | 0.0  | 0.0 | 0.2 | 0.1 | 0.5 | 0.8 |
| Total     |      |                       | NBA  | 52 | 0   | 3.7 | 0.4 | 1.2 | .333 | 0.0 | 0.0 | .000 | 0.3 | 0.4 | .650 | 0.6   | 0.7    | 1.3 | 0.0  | 0.0 | 0.2 | 0.1 | 0.6 | 1.0 |

## Vida posterior
En 1995 fundó en Minneapolis una compañía financiera, la Jepsen Investment Management, la cual dirige en la actualidad.